# Miguel Gutiérrez Gutiérrez
Miguel Gutiérrez Gutiérrez (* 7. Mai 1931 in Mexiko-Stadt; † 1. Februar 2016 in León, Guanajuato), auch bekannt unter dem Spitznamen El Mulo (das Maultier), war ein mexikanischer Fußballspieler, der in der Verteidigung agierte und beim Club León unter Vertrag stand. 

## Biografie
El Mulo Gutiérrez kam 1952 zum Club León, für den er 16 Jahre lang bis zum Ende seiner aktiven Karriere tätig war und mit dem er mehrere Titel gewann. 
Zwischen 1957 und 1959 kam Gutiérrez achtmal für die die mexikanische Fußballnationalmannschaft zum Einsatz. Sein Debüt feierte er am 7. April 1957 in einem WM-Qualifikationsspiel gegen die USA, das mit 6:0 gewonnen wurde. Bei der folgenden WM 1958 kam er in den Gruppenspielen gegen Wales (1:1) und Ungarn (0:4) zum Einsatz. Sein letztes Länderspiel bestritt Gutiérrez am 8. März 1959 in einem Freundschaftsspiel gegen Costa Rica, das mit 2:1 gewonnen wurde. 

## Erfolge
- Mexikanischer Meister: 1956
- Pokalsieger: 1958, 1967
- Supercup: 1956